# Pere Charlot
Pere Carloti o Charlot (1205/1209 - prop de Xipre, 9 d'octubre de 1249) va ser un fill il·legítim de Felip II de França. Escollit bisbe de Noyon el 1240, Pere va acompanyar Lluís IX de França a la Setena Croada. Va morir prop de Xipre el 1249 i va ser enterrat a la catedral de Noyon.

## Biografia
Pere va néixer entre el 1205 i el 1209. Era fill il·legítim de Felip II de França, que l'havia tingut amb una mare avui desconeguda. Malgrat el seu naixement il·legítim, el seu pare va contractar Guillem el Bretó com a tutor seu, i després de la mort del seu pare, Guillem li va dedicar el pròleg del seu Filipidos. Pere va rebre una dispensa, a causa del seu naixement il·legítim, del papa Honori III que li va permetre tenir beneficis eclesiàstics.
El 1232, Pere va ser nomenat tresorer de l'església de Sant Martí de Tours. El 1234 uns quants canonges van impugnar-ne l'elecció al·legant que s'havia obtingut per coacció i amenaces. El 1235 va ocupar els càrrecs de tresorer de Sant Frambaud de Senlis i de Sant Fursy de Péronne. També va ser canceller de Carles I de Sicília.
El 1240, Pere i Joan, el degà de Sant Martí de Tours, van rebre el mateix nombre de vots en l'elecció per al bisbe de Noyon. La decisió va ser enviada a Roma i a través de les apel·lacions de Lluís IX de França, Pere va rebre el bisbat. La decisió va portar cartes de queixa del papa Gregori IX a l'arquebisbe de Reims, al capítol de Namur i al bisbe de Palestrina. El papa va argumentar que Pere Charlot era fill d'una relació adúltera i, per tant, no era elegible per ocupar el càrrec de bisbe sense una dispensa especial, per la qual cosa havia de ser destituït del càrrec i suspèr durant tres anys dels seus beneficis. Malgrat l'animositat papal, Pere va mantenir el seu episcopat.

## Croada
Pere va acompanyar el seu nebot, el rei Lluís IX de França, a la Setena Croada a Terra Santa el 1248. Va morir prop de Xipre el 1249 i va ser enterrat a la catedral de Noyon, davant de l'altar major.